# Simon Karkov
Simon Karkov (født 3. august 1976) er en dansk fodboldspiller.
Simon Karkov fik sin debut på EfB's førstehold som 16-årig i 1993. Samlet set spillede han 167 kampe for klubben og scorede 25 mål.
Simon blev i 1992 kåret som Årets U/16-talent i dansk fodbold. Han har spillet 32 landskampe for henholdsvis U16-, U17- og U19-landsholdene. I de 32 kampe har han scoret 6 mål.
Simon bor i Varde med kone, en datter og en søn.